# 테일즈 오브 할로윈
《테일즈 오브 할로윈》(영어: Tales of Halloween)은 2015년 개봉한 미국의 코미디 공포 옴니버스 영화이다. 핼러윈이 중심에 놓인 단편 영화 10편이 서로 연결되게 구성돼있다.

## 구성
전체 진행: 에이드리엔 바보

### Sweet Tooth
- 사탕을 금지했던 부모가 핼러윈 사탕을 먹는 모습을 발견하고 분노해 부모를 살해했던 티머시의 영은 핼러윈마다 자기 몫의 사탕을 남겨놓지 않은 아이 배를 갈라 사탕을 꺼내먹는다.

- 연출·각본: 데이브 파커
- 출연: 캐럴라인 윌리엄스, 로버트 러슬러, 클레어 크레이머, 그레그 그런버그, 매디슨 아이즈먼

### The Night Billy Raised Hell
- 핼러윈 날 악마가 자기 집에 장난을 친 아이 옷을 입고 인근에서 살해, 강도를 저지르자 이를 오해한 경찰이 아이를 죽인다.

- 연출: 대런 린 바우즈먼
- 각본: 클린트 시어스
- 출연: 배리 보스트윅, 에이드리앤 커리

### Trick
- 아이들을 고문해온 사이코패스들을 핼러윈 밤에 어린이 자경단이 살해하고, 납치됐던 아이를 구출한다.
- 연출: 애덤 기어라시
- 각본: 그레그 코먼스
- 출연: 티퍼니 셔피스, 트렌트 헤이가

### The Weak and the Wicked
- 트릭 오어 트리팅을 하는 아이들을 괴롭히는 방화광을 "핼러윈 전야의 악마"가 벌한다.
- 연출: 폴 솔렛
- 각본: 몰리 밀리언스
- 출연: 키어 길크리스트, 그레이시 길럼, 부부 스튜어트, 노아 시건, 잭 딜런 그레이저

### Grin Grimming Ghosts
- 흉한 외모를 평생 놀림받은 메리 베일리 유령은 매해 핼러윈마다 사람들 등 뒤에서 차림새를 비웃다가 뒤를 돌아보는 자의 눈을 앗아간다.

- 연출·각본: 액설 캐럴린
- 출연: 앨릭스 에소, 린 셰이, 바버라 크램프턴, 리사 마리, 스튜어트 고든

### Ding Dong
- 작년 핼러윈에 본인이 실은 사악한 마녀임을 밝혔던 아내는 남편과 함께 헨젤과 그레텔 분장을 하고 핼러윈을 보내던 중 남편이 몰래 정관 수술을 했다는 사실을 밝히자 남편을 지옥을 닮은 오븐 속에 집어넣는다.

- 연출·각본: 러키 매키
- 출연: 폴리애나 매킨토시, 벤 울프, 펄리사 로즈‎

### This Means War
- 소음을 발생시키던 펑크 록 광 이웃이 핼러윈 집 장식을 비웃었다고 느낀 주인공은 앙갚음으로 음향 장치를 엉망으로 만들고 둘 사이에 비극적인 난투극이 벌어진다.
- 연출·각본: 앤드루 캐시, 존 스킵
- 출연: 제임스 듀발, 롬바도 보야

### The Ransom of Rusty Rex
- 은행 강도들이 백만장자 아들이라 믿고 트릭 오어 트리팅을 하던 아이를 납치하지만 그 정체는 인간에게 들러붙는 사악한 임프였다.
- 연출·각본: 라이언 시프린
- 출연: 존 랜디스, 벤 울프, 호제이 파블로 칸티요, 샘 위트워

### Friday the 31st
- 연쇄살인마가 죽인 소녀 몸에 들어간 외계인이 연쇄살인마 목을 날리고 머리통을 핼러윈 사탕 삼아 가져간다.
- 연출: 마이크 멘데즈
- 각본: 마이크 멘데즈, 데이브 파커

### Bad Seed
- 유전자 조작이 가해진 호박으로 만들어진 잭오랜턴이 살아 움직이며 사람들을 죽이고 다닌다.

- 연출·각본: 닐 마셜
- 출연: 크리스티나 클리브, 그레그 매클레인, 서리나 빈센트, 존 새비지, 드루 스트루전, 조 단테이